# Mater et magistra
Mater et magistra è l'enciclica sociale promulgata il 15 maggio 1961 nella quale papa Giovanni XXIII ha ripreso ed ampliato il tradizionale insegnamento della Chiesa cattolica in ordine ai problemi sociali.
Nel documento, che ha dato nuovo impulso all'attività dei cattolici, il Papa sviluppa le tesi già esposte nella Rerum novarum di papa Leone XIII, nella Quadragesimo anno di papa Pio XI, in relazione anche ai problemi più attuali.
Di particolare valore è la riaffermazione del valore della persona e della libertà economica, ma insieme della perfetta liceità della tendenza alla socializzazione, purché attuata nel rispetto  dei diritti della persona.
Notevole è anche la parte che affronta i problemi agricoli e quelli della decolonizzazione e degli aiuti ai Paesi sottosviluppati all'insegna del solidarismo internazionale.
Uno dei principali redattori dell'enciclica fu monsignor Pietro Pavan, esperto di dottrina sociale della Chiesa e futuro cardinale.
L'enciclica elogiò il Metodo vedere/giudicare/agire ideato dal cardinale Joseph-Léon Cardijn che fu adottato per vari decenni dall'Azione Cattolica, rappresentando l'eccellenza della teologia pastorale italiana (n. 217).